# 2017년 이스탄불 나이트클럽 테러
2017년 이스탄불 나이트클럽 테러는 2017년 1월 1일 터키 이스탄불 베식타시 오르타쾨이의 레이나(Reina) 클럽에서 발생한 총기 난사 사건이다. 오전 1시 15분에 발생한 것으로, 새해를 맞아 클럽에는 700명의 이용객이 있었다. 총기 난사범은 알라후 아크바르를 연속하여 외치며 AK-47 소총을 난사하였다고 전해졌다.
이 테러로 39명이 사망하고 69명이 부상당했다. 이스탄불 주지사는 이 공격을 테러리스트의 소행이라고 규정하였다.

## 같이 보기
- 2015년 수스 테러
- 2015년 수루츠 폭탄 테러
- 퀘벡 모스크 총기 난사 사건